# آنتیگونوس دوم گوناتاس
با آنتیگونوس دوم حشمونی اشتباه نشود.
آنتیگونوس دوم گوناتاس (به یونانی: Ἀντίγονος Γονατᾶς, Antigonos؛ حدود ۳۲۰ – ۲۳۹ قبل از میلاد) فرمانروای یونانی-مقدونی بود که موقعیت سلسله آنتیگونی‌ها را در مقدونیه پس از یک دوره طولانی کشمکش و هرج و مرج مستحکم کرد و برای خود شهرت یافت. اما بیشترین شهرت او به خاطر پیروزی بر گال‌های تراکی(تایلیسی‌ها) بود که به بالکان حمله کرده بودند.
او همچنین در سال ۲۷۴ قبل از میلاد با شکست از اپیروسی‌ها حدود دو سال سلطنت خود را از دست داد اما سپس توانست با جمع‌آوری قوا دوباره قدرت را در دست بگیرد.

## خانواده و تولد
آنتیگونوس گوناتاس در حدود سال ۳۲۰ قبل از میلاد به دنیا آمد. منشأ نام مستعار هلنیستی گوناتاس که برای او به کار برده می‌شود ناشناخته است. او هم از جانب پدری و هم از جانب مادری میراثدار دیادوچی‌ها (جانشینان اسکندر مقدونی) بود.
پدرش دمتریوس اول پولیورستس بود که خود پسر آنتیگونوس اول مونوفتالموس بود که در آن زمان بیشتر استان آسیا واقع در غرب آناتولی را تحت کنترل داشت. مادر او فیلا دختر آنتی پاتر بود که از سال ۳۳۴ قبل از میلاد مقدونیه و بقیه نواحی یونان را تحت کنترل داشت و به عنوان نایب السلطنه امپراتوری شناخته می‌شد که در تئوری‌های تاریخی امپراتوری اش متحد باقی ماند. با این حال، در سال تولد آنتیگونوس گوناتاس، آنتی پاتر درگذشت که منجر به مبارزات بیشتر برای قلمرو و تسلط بر سلطنت شد.
اقدامات پدربزرگ آنتیگونوس دوم (آنتیگونوس اول مونوفتالموس) و پدرش نوسانات زیادی در موفقیت و شکستشان نشان می‌داد. آنتیگونوس اول پس از اینکه بیش از هر کسی به اتحاد مجدد امپراتوری اسکندر نزدیک شد، در نبرد بزرگ ایپسوس در سال ۳۰۱ قبل از میلاد شکست خورد و کشته شد و سرزمینی که قبلاً تحت کنترل او بود بین دشمنانش، کاساندر، بطلمیوس، لیسیماخوس و سلوکوس تقسیم شد.

## مقالات مرتبط
دودمان آنتیگونی
مقدونیه باستان
نبردهای جانشینان